# 张恩剑
张恩剑（1987年12月12日—），天津人，中国男子游泳运动员。

## 运动经历
- 2003年 天津游泳队 教练张竹武
- 2004年 国家集训队 教练张竹武、徐惠琴

## 主要成绩
- 2005年 全国运动会 400米自由泳 第三名
- 2006年 亚洲运动会 4×200米自由泳接力 第二名（7:15.13）
- 2007年 日本游泳公开赛 200米自由泳 第二名
- 2007年 全国城市运动会 200米自由泳 第一名
- 2008年 全国游泳冠军赛 100米自由泳 第一名

## 簡歷
2008北京奥运会中国体育代表团成员。主攻短距离自由泳。
2012年，张恩剑代表中国出戰英國倫敦舉行的奥林匹克运动会游泳比賽男子4×100米自由泳接力賽事。